# تاإيشي سوناغاوا
تاإيشي سوناغاوا (باليابانية: 砂川 太志) (20 يناير 1990 في يوراسوي في اليابان – )؛ هو لاعب كرة قدم ياباني سابق كان يلعب كمدافع.

## وصلات خارجية
- تاإيشي سوناغاوا على موقع رابطة كرة القدم اليابانية للمحترفين (اليابانية)